# Mahindra XUV500
Mahindra XUV500 — компактний кросовер виробництва індійського автовиробника Mahindra & Mahindra. 
XUV500 було розроблено та розроблено в центрі проектування та виробництва автомобілів Mahindra в Нашику та Ченнаї та виготовляється на заводі Mahindra в Чакані та Нашіку, Індія. Під час розробки автомобіль отримав кодову назву W201.  
В 2021 році його замінив Mahindra XUV700.  Назва XUV500 повернеться в 2024 році для меншого кросовера.

## історія

### До фейсліфтингу (2011-2015)

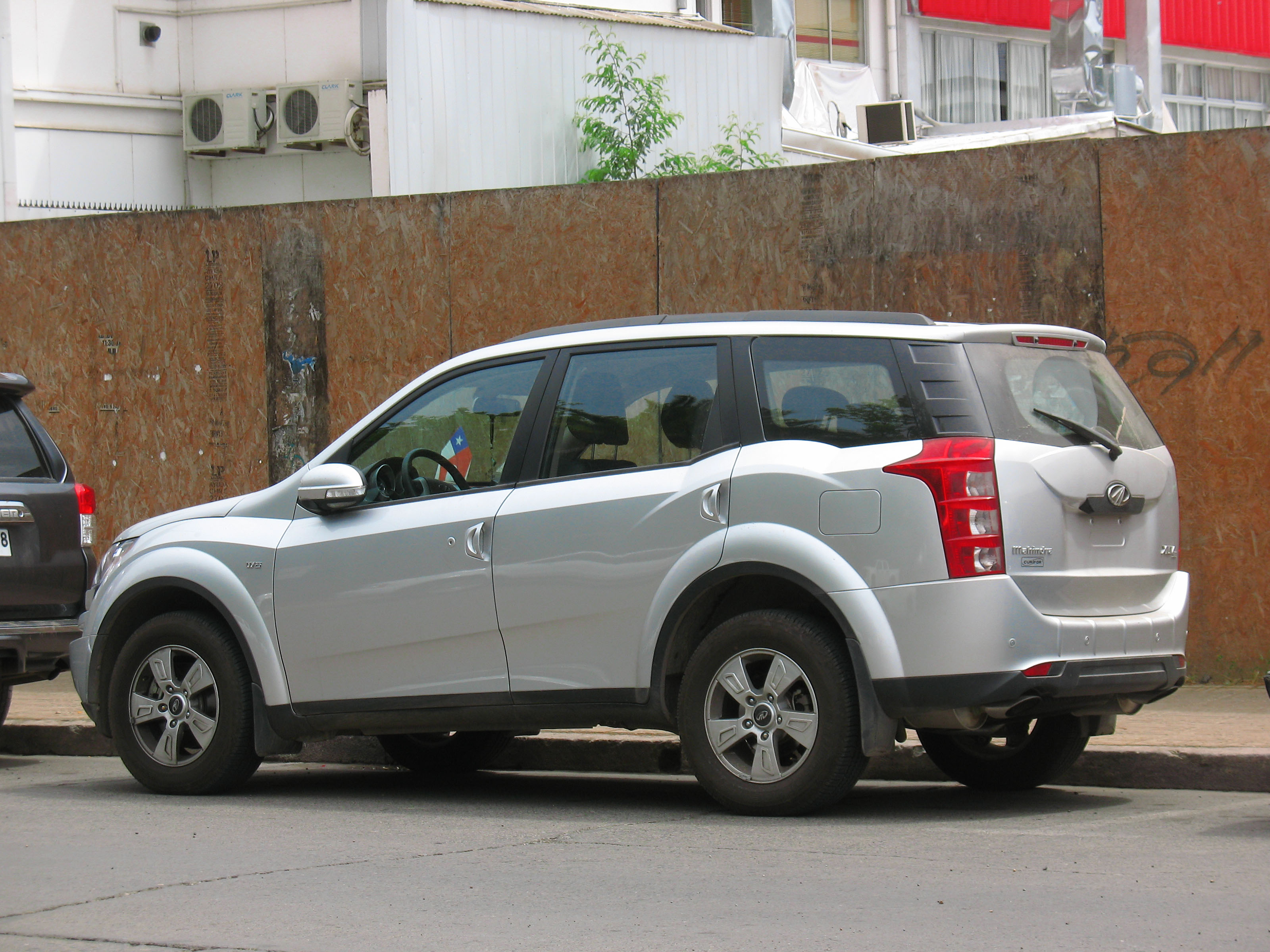
Mahindra XUV500 збоку та ззаду

XUV500 був випущений у 2 комплектаціях у 2011 році з однаковим двигуном: W6 лише з приводом на два колеса. W6 включає 6-дюймовий монохромний інформаційно-розважальний дисплей, дві подушки безпеки, ABS з електронним розподілом гальмівних зусиль (EBD) і дискові гальма на всіх колесах.
W8, який може бути як з переднім, так і з повним приводом. W8 додає GPS-навігацію, шість подушок безпеки, сенсорний екран, електронну програму стабілізації (ESP) з пом’якшенням при перекиданні, контроль утримування на пагорбі та спуску, легкосплавні диски та шкіряну оббивку.

### Перший фейсліфтинг (2015)

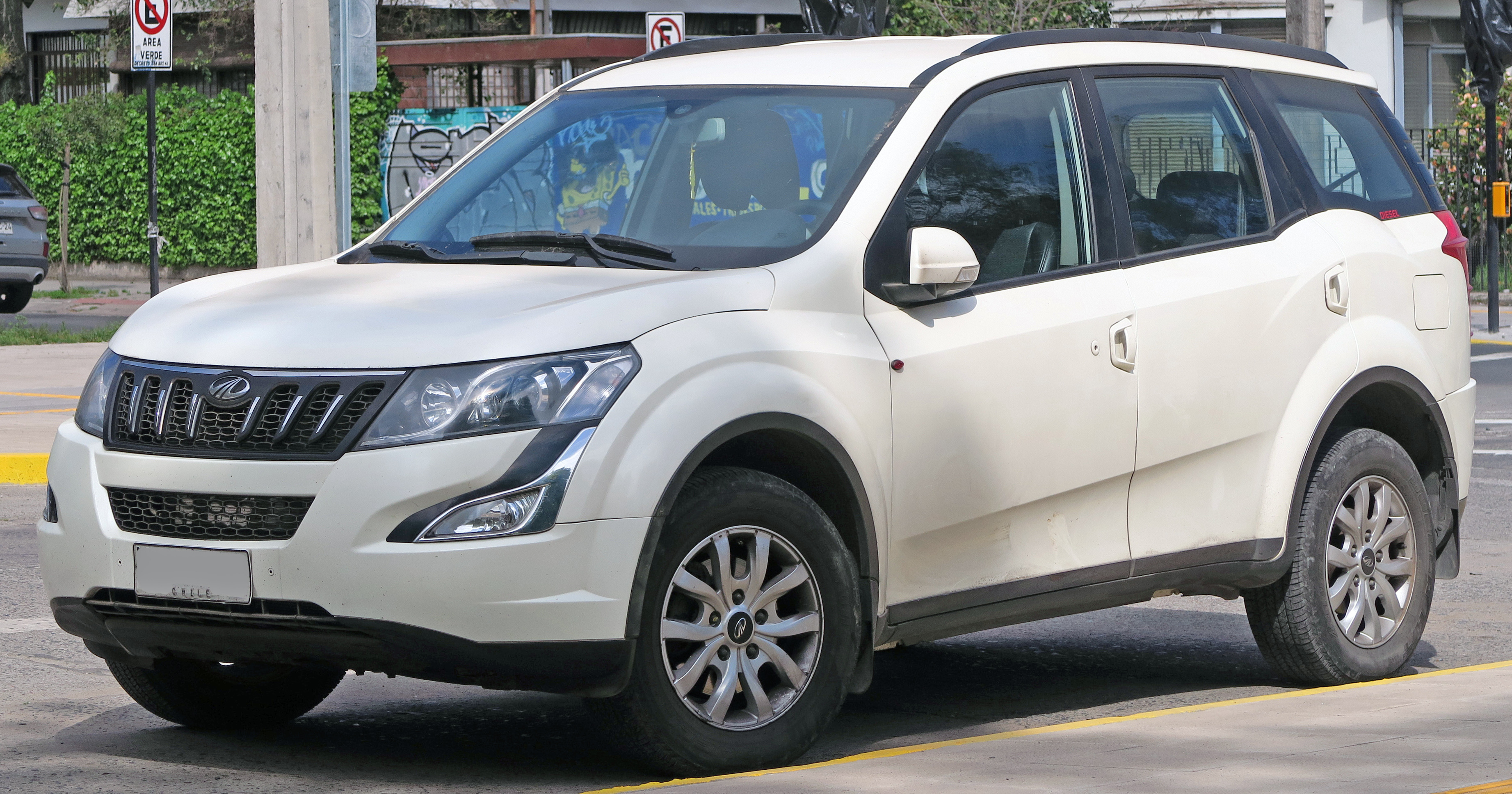
2018 XUV500

XUV500 був оновлений у травні 2015 року. Після фейсліфтінгу був запущений топовий варіант W10.  У листопаді 2015 року було оголошено про встановлення автоматичної коробки передач у варіантах W6, W8 та W10, яка стане доступною 5 грудня 2015 року. 

### Другий фейсліфтинг (2018)
18 квітня 2018 року вийшла ще одна оновлена версія Mahindra XUV500. Він був випущений з більш потужним двигуном і збільшенням потужності на 15 к.с. 
Mahindra також змінила систему іменування варіантів. Були варіанти W5, W7, W9, W11. Замість парних чисел Mahindra використовувала непарні числа, щоб позначити крок вперед у порівнянні з попередніми варіантами.
Під час другого оновлення були внесені незначні зміни в стилі та оновлення функцій.

## Експорт

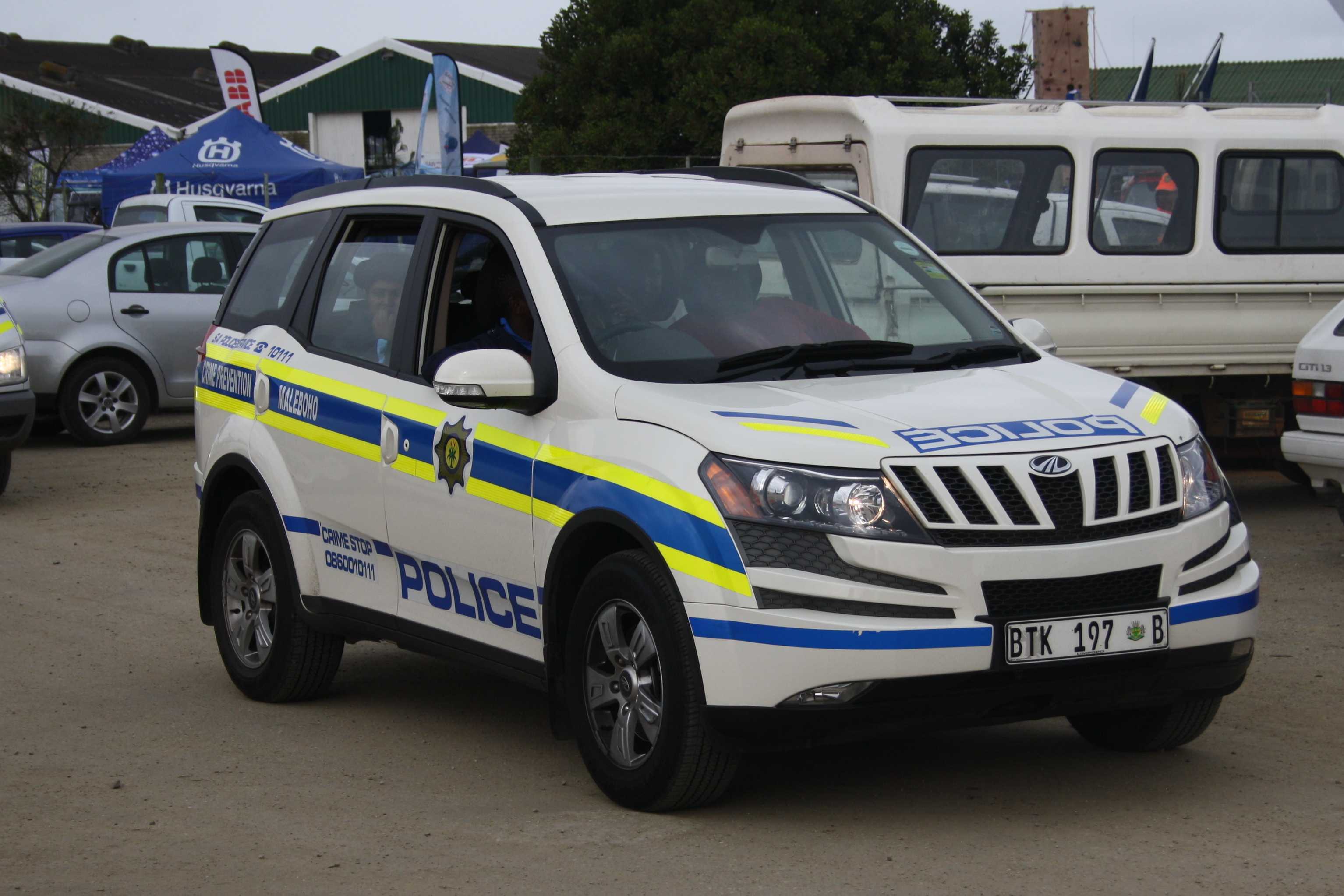
Mahindra XUV500 в лівреї поліції Південної Африки

Mahindra оголосила, що позашляховик експортуватиметься до Австралії, Чилі, Італії, Непалу, Нової Зеландії, Перу, Південної Африки, Близького Сходу та Іспанії як вузлове складання.
На південноафриканському ринку до лютого 2013 року продажі XUV500 перевищили 1200 одиниць. 

## Автоспорт
Mahindra XUV500 посів перше місце в ралі Desert Storm 2014 і показав найшвидший час на трьох ділянках ралі. 